# Hyloscirtus lascinius
Hyloscirtus lascinius és una espècie de granota que viu a Colòmbia i Veneçuela.